# Saussan
Saussan (okzitanisch Çaussan) ist eine französische Gemeinde mit 1926 Einwohnern (Stand 1. Januar 2022)  im Département Hérault in der Region Okzitanien. Sie gehört zum Arrondissement Montpellier und zum Kanton Pignan. Die Einwohner werden Saussanais(e) genannt.

## Geographie
Saussan liegt südwestlich von Montpellier. Die Gemeinde grenzt im Norden an Pignan und Lavérune, im Osten an Saint-Jean-de-Védas, im Süden an Fabrègues und im Westen Pignan.

## Bevölkerungsentwicklung
| Jahr      | 1968 | 1975 | 1982 | 1990 | 1999 | 2006 | 2017 |
| Einwohner | 425  | 526  | 808  | 1166 | 1445 | 1472 | 1588 |

## Sehenswürdigkeiten

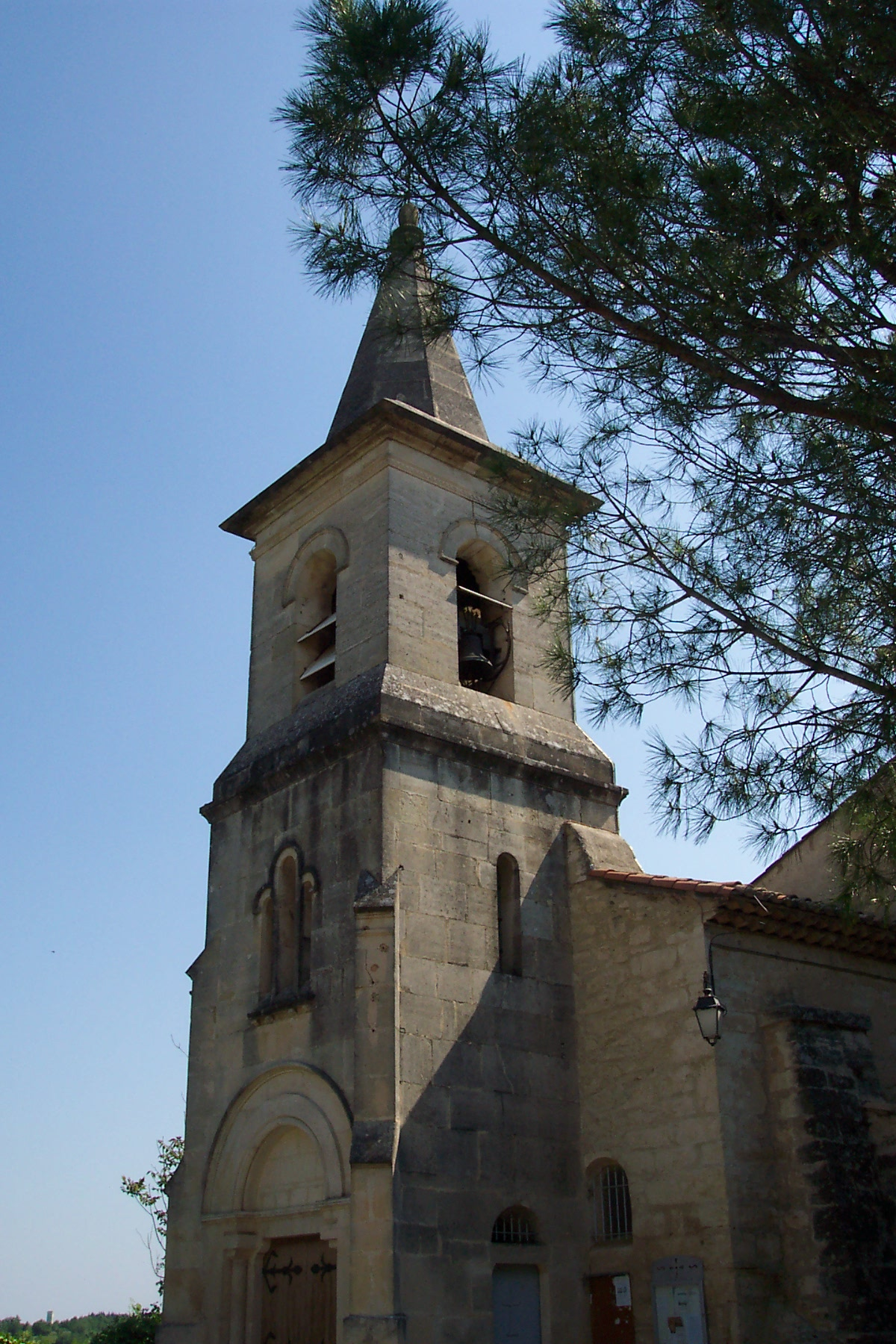
Kirche Nativité-de-Saint-Jean-Baptiste

- Kirche Église de la Nativité-de-Saint-Jean-Baptiste